# Chamaelirium luteum
Chamaelirium luteum là một loài thực vật có hoa trong họ Melanthiaceae. Loài này được (L.) A.Gray miêu tả khoa học đầu tiên năm 1867.